# Acacia nubica x paolii
Acacia nubica x paolii é uma espécie de leguminosa do gênero Acacia, pertencente à família Fabaceae.